# Ірмо (Південна Кароліна)
Ірмо (англ. Irmo) — місто (англ. town) в США, в округах Лексінгтон і Ричленд штату Південна Кароліна. Населення — 11 569 осіб (2020).

## Географія
Ірмо розташоване за координатами 34°6′2″ пн. ш. 81°11′36″ зх. д. / 34.10056° пн. ш. 81.19333° зх. д. (34.100590, -81.193295).  За даними Бюро перепису населення США в 2010 році місто мало площу 16,22 км², уся площа — суходіл. В 2017 році площа становила 17,51 км², уся площа — суходіл.

## Демографія
Згідно з переписом 2010 року, у місті мешкало 11 097 осіб у 4326 домогосподарствах у складі 3086 родин. Густота населення становила 684 особи/км².  Було 4595 помешкань (283/км²).
Расовий склад населення:
| - 64,6 % — білих - 29,9 % — чорних або афроамериканців - 1,6 % — азіатів - 0,4 % — корінних американців - 1,0 % — осіб інших рас |

До двох чи більше рас належало 2,5 %. Частка іспаномовних становила 3,3 % від усіх жителів.
За віковим діапазоном населення розподілялося таким чином: 25,2 % — особи молодші 18 років, 64,6 % — особи у віці 18—64 років, 10,2 % — особи у віці 65 років та старші. Медіана віку мешканця становила 36,6 року. На 100 осіб жіночої статі у місті припадало 89,7 чоловіків;  на 100 жінок у віці від 18 років та старших — 84,7 чоловіків також старших 18 років.
Середній дохід на одне домашнє господарство  становив 64 229 доларів США (медіана — 55 168), а середній дохід на одну сім'ю — 72 601 долар (медіана — 65 770). Медіана доходів становила 41 849 доларів для чоловіків та 37 011 долар для жінок. За межею бідності перебувало 16,4 % осіб, у тому числі 32,0 % дітей у віці до 18 років та 3,3 % осіб у віці 65 років та старших.
Цивільне працевлаштоване населення становило 6228 осіб. Основні галузі зайнятості: освіта, охорона здоров'я та соціальна допомога — 25,9 %, роздрібна торгівля — 11,2 %, науковці, спеціалісти, менеджери — 10,8 %, мистецтво, розваги та відпочинок — 10,6 %.